# Uniformierung und Aufbau der k.u.k. Infanterie nach 1889

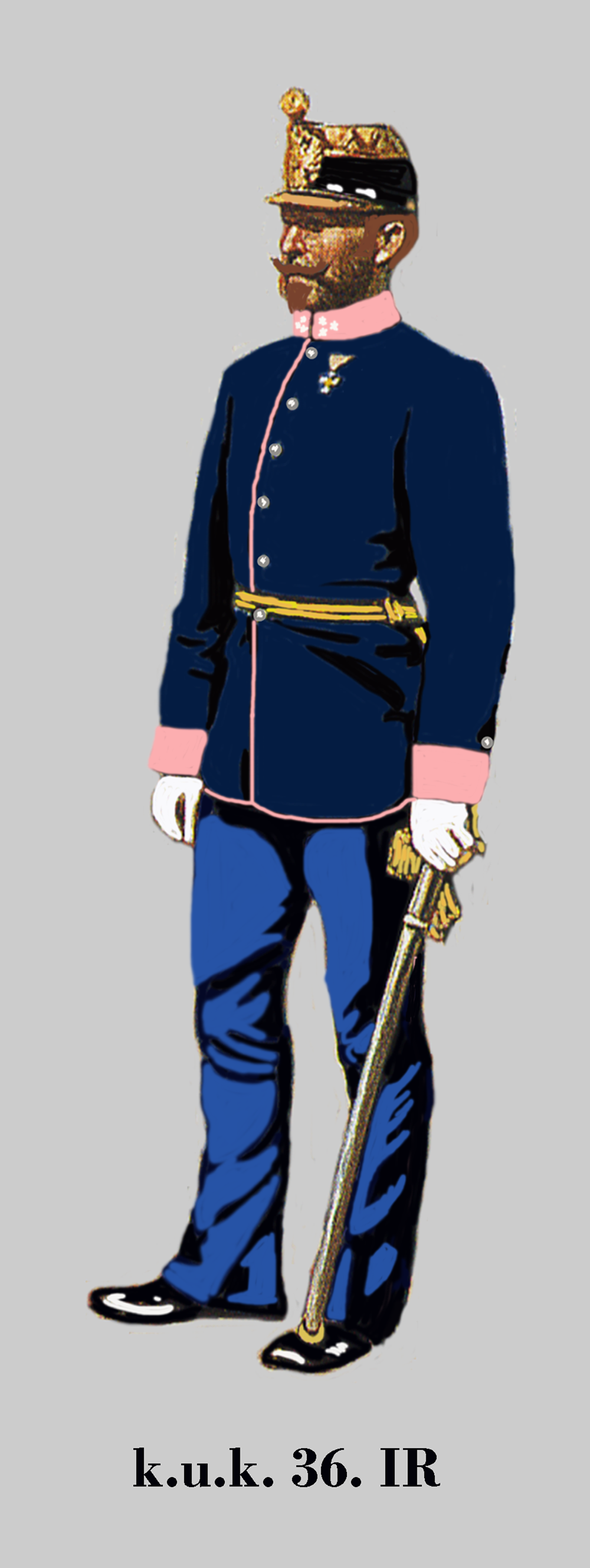
Hauptmann des k.u.k. Infanterie Regiments Nr. 36 in Paradeadjustierung

Der landläufig k.u.k. Infanterie genannte Teil der Gemeinsamen Armee der österreichisch-ungarischen Monarchie bestand mit dieser Bezeichnung erst ab 1889 und gliederte sich jedoch bereits seit der Heeresreform von 1867 in zwei Teile:
- die sogenannten „deutschen“ Regimenter, die sich aus den im Reichsrat vertretenen Königreichen und Ländern (Cisleithanien) und
- die sogenannten „ungarischen“ Regimenter, die sich aus den Ländern der Ungarischen Krone (Transleithanien) rekrutierten.

Dieser Artikel behandelt den Aufbau und die persönliche Ausstattung im Friedensstand.

## Zusammensetzung
In ihrer Gesamtheit bestand die k.u.k. Infanterie aus:
- 62 „Deutschen“ Infanterie-Regimentern
- 40 „Ungarischen“ Infanterie-Regimentern
- 4 Regimentern Bosnisch-Herzegowinische Infanterie
- 28 Feldjäger-Bataillone
- 1 Bosnisch-Herzegowinisches Feldjäger-Bataillon
- 4 Regimentern Tiroler Jäger

siehe auch: Liste der k.u.k. Kampftruppen im Juli 1914
Nach den organischen Bestimmungen für die k.u.k. Infanterie vom Jahre 1895 gliederte sich jedes der 102 Infanterie Regimenter im Frieden in:

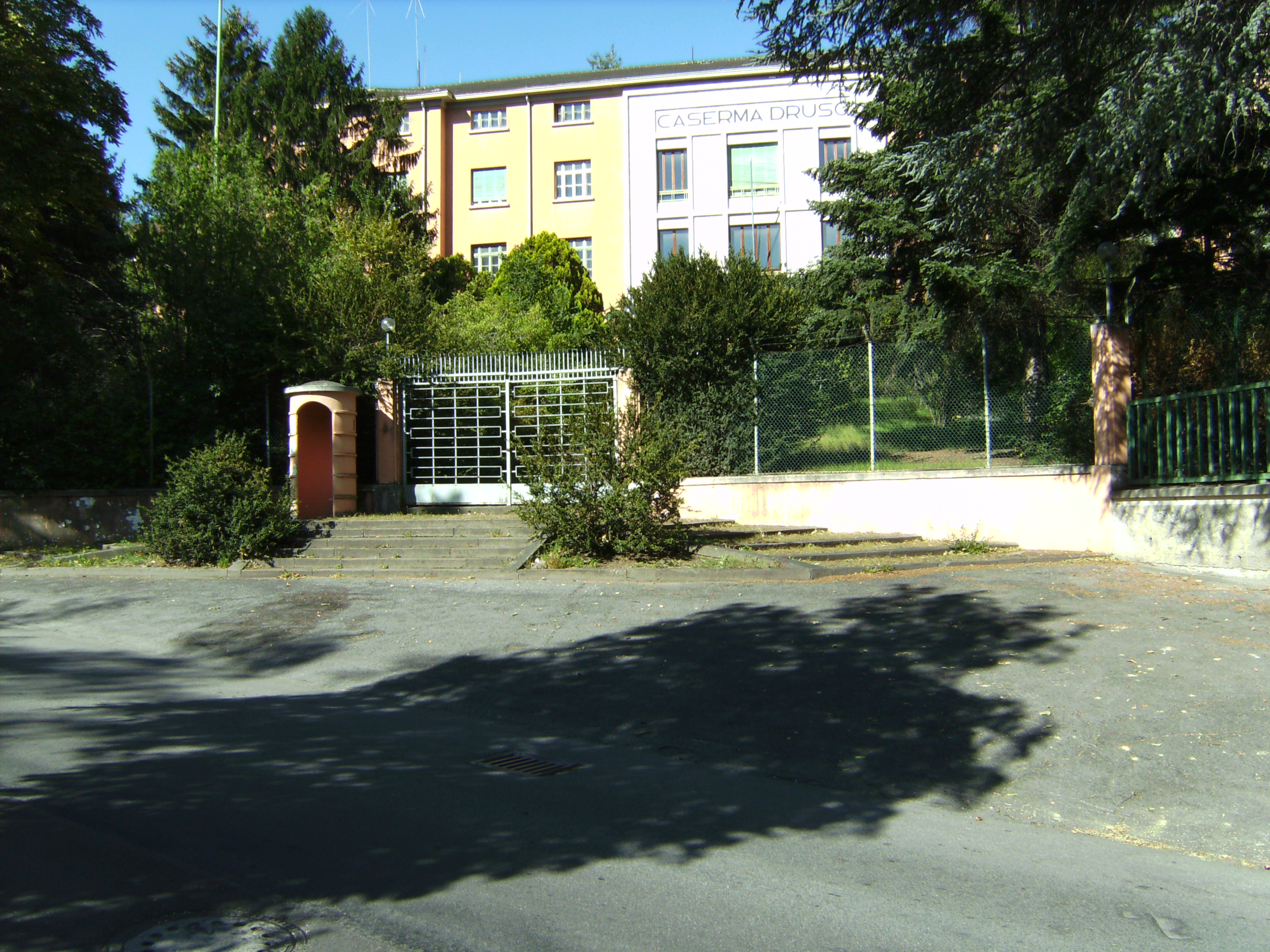
Vormalige Kaserne des I. Baon 28. InfRgt in Schlanders

- Den Regimentsstab
- Vier Feldbataillone
- Sechzehn Feldkompanien
- Den Ersatzbataillonskader

| Friedensmäßige Personalzusammensetzung eines Infanterieregiments: | Friedensmäßige Personalzusammensetzung eines Infanterieregiments: |
| ----------------------------------------------------------------- | ----------------------------------------------------------------- |
| ein Oberst als Regimentskommandant                                | vier Stabsoffiziere als Bataillonskommandanten                    |
| ein Stabsoffizier und zwei Hauptleute z. b. V.                    | fünf Regiments- bzw. Oberärzte                                    |
| ein Regimentsadjutant                                             | vier Bataillonsadjutanten (Subalternoffiziere)                    |
| ein Pionieroffizier                                               | ein Proviantoffizier (Subalternoffiziere)                         |
| ein Rechnungsführer (Oberoffizier)                                | zwei Rechnungshilfsarbeiter im Korporalsrang                      |
| ein Büchsenmacher                                                 | 21 Offiziersdiener                                                |
| Regimentsmusik                                                    |                                                                   |
| ein Stabführer                                                    | ein Regimentstambour,                                             |
| ein Bataillonstambour                                             | vier Bataillonshornisten                                          |
| ein Feldwebel, vier Korporale,                                    | fünf Gefreite, 30 Mannschaften, zwei Eleven                       |
| Gesamt: 21 Offiziere, 73 Unteroffiziere und Mannschaften          |                                                                   |
| Bei den Kompanien                                                 |                                                                   |
| 16 Hauptleute                                                     | 48 Subalternoffiziere                                             |
| 16 Fähnriche                                                      | 16 Feldwebel                                                      |
| 16 Rechnungsunteroffiziere                                        | 32 Zugsführer,                                                    |
| 96 Korporale                                                      | 96 Gefreite                                                       |
| 1.120 Infanteristen                                               | 64 Offiziersdiener                                                |
| 16 Kompaniehornisten                                              | 16 Kompanietamboure                                               |
| Gesamt: 64 Offiziere, 2488 Unteroffiziere und Mannschaften        |                                                                   |
| Ersatzbataillonskader:                                            |                                                                   |
| beim Stab                                                         |                                                                   |
| ein Major als Kommandant                                          | zwei Ergänzungsbezirksoffiziere                                   |
| ein Regiments- bzw. Oberarzt                                      |                                                                   |
| ein Rechnungsführer (Oberoffizier)                                | drei Hilfsarbeiter im Korporalsrang                               |
| ein Stabsführer                                                   | ein Büchsenmacher                                                 |
| bei der Unterabteilung                                            |                                                                   |
| ein Hauptmann                                                     | ein Subalternoffizier                                             |
| zwei Rechnungsunteroffiziere                                      | ein Korporal                                                      |
| sechs Infanteristen                                               | 2 Offiziersdiener                                                 |
| Gesamt: sieben Offiziere, 24 Unteroffiziere und Mannschaften      |                                                                   |

## Seitenwaffe
Bei der k.u.k. Infanterie wurde von den folgenden Soldaten ein Säbel als Seitenwaffe geführt:
Offiziere trugen den Infanterieoffizierssäbel, der 82 cm lang und dessen Klinge mit beidseitigem Hohlschliff ausgestattet war. An der Spitze war die Klinge zweischneidig ausgeführt. Die Scheide war aus Blech gefertigt und mit einem Schleifeisen versehen. Zum Einhängen in die Säbelkuppel waren auf der Scheide zwei, aus Eisen gefertigte Tragbänder befestigt. Der Säbel wurde stets untergeschnallt getragen. Das zum Säbel gehörende Portepee war aus Goldgespinst gefertigt und bestand aus Quaste und Band. Die Quaste bestand aus herabhängenden Bouillons, die außen in Gold und innen schwarz waren. Dieser Säbel gehörte auch zur Ausstattung von Fähnrichen und dienstführenden Feldwebeln.
Rechnungsführer, Stabsführer sowie die Angehörigen der Regimentsmusik trugen als Blankwaffe den Infanteriesäbel M.1861. Dieser war 65,8 cm lang und befand sich in einer ledernen Scheide. Unteroffiziere führten zu diesem Säbel das Unteroffiziersportepee, das aus kaisergelber und schwarzer Wolle bestand. Die Quaste war unten geschlossen.
Die Bataillons- und Kompanietamboure, Bataillonshornisten, Blessiertenträger, Bandagenträger und Fahrsoldaten trugen den Pioniersäbel M.1862

## Adjustierung
Die Adjustierung der Mannschaften im Frieden en Parade:
Soldat und Unteroffiziere mit Paradekopfbedeckung und Waffenrock. Im Sommer wurde der Mantel nur auf Befehl mitgeführt. Je nach Wetterlage en bandouilère (gerollt über die Schulter) oder angezogen. Im Winter stets angezogen. Brotsack und Feldgeräte wurden nicht mitgenommen.
Im Feld wurde die sog. Marschadjustierung getragen, d. h. statt der Paradekopfbedeckung die Feldkappe und statt des Waffenrocks die Feldbluse. Im Sommer trug man den Mantel en bandouilère, bei Regen und im Winter wurde er allerdings angezogen. Anderweitige Adjustierungen (Gebirgsadjustierung) nach Befehl oder den besonderen Umständen.
Offiziere en Parade:
Paradekopfbedeckung, Waffenrock, Feldbinde, alle Dekorationen – ohne die Bänder der Großkreuze. Bei Ausrückungen en Parade mit der Truppe, in deren befohlenen Ausführung, jedoch nur mit Mänteln wenn diese von der Mannschaft angezogen waren. Berittene ohne Packtornister und Revolver. Sollte die Mannschaft mit dem Mantel en bandouilère angetreten sein, so musste er auf dem Sattel aufgeschnallt werden. Zur Gala wie zur Parade, je nach Befehl mit oder ohne die Bänder der Großkreuze und Feldbinde. Im Feld war die Uniform analog der Mannschaft (Berittene jedoch mit Stiefelhose) zu tragen.

## Uniform
Der Mannschaftstschako bestand aus einer schwarzen Filzröhre mit einem schwarzlackierten Lederdeckel und einem ebensolchen Sonnenschirm. Ein Sturmriemen aus schwarzlackiertem Kalbsleder lag auf dem Tschakoschirm auf. Vorne befand sich ein Doppeladleremblem aus goldfarbenem Messingblech, darüber die Tschakorose (National), die aus geripptem Messingblech geformt war. Der Offizierstschako war ähnlich gefertigt, jedoch an der Außenseite des Schirms mit einem 1,3 cm breiten Goldstreifen bestickt. Der Adler und die Schnalle des Sturmriemens bestanden aus vergoldetem Metall. Die Tschakorose war aus glänzenden Goldbouillons die ein rundes, schwarzsamtenes Feld umgaben, darin war der „Allerhöchste Namenszug“ FJI eingestickt.
Der Tschako wurde auch zur Anbringung von Dienstgradabzeichen verwendet:
| Dienstgradabzeichen am Tschako                                           | Dienstgradabzeichen am Tschako |
| ------------------------------------------------------------------------ | --- |
| Gefreiter:                                                               | kaisergelb-schwarze Rundschnur aus Schafwolle |
| Korporal, Bataillonshornist, Bataillonstambour:                          | 4 cm breite Borte aus kaisergelber Schafwolle im Zackenmusterdessin, an beiden Rändern je ein schwarzer Streifen eingewebt                                                   |
| Zugsführer, Stabsführer, Feldwebel, Rechnungsfeldwebel, Regimentstambour | 4 cm breite Borte aus kaisergelber Wolle, durch einen schwarzen Mittelstrich in zwei gezackte Streifen geteilt                                                               |
| Fähnrich                                                                 | wie für Zugsführer, jedoch von kaisergelber Seide |
| Leutnant und Oberleutnant                                                | 4 cm breite Borte aus kaisergelbem Goldgespinst im Zackenmusterdessin, an beiden Rändern je ein schwarzer Streifen eingewebt                                                 |
| Hauptmann                                                                | 4,6 cm breite Borte aus kaisergelbem Goldgespinst, durch einen schwarzen Mittelstrich in zwei gezackte Streifen geteilt                                                      |
| Stabsoffiziere                                                           | 6,6 cm breite Borte aus kaisergelbem Goldgespinst, oben und unten mit einem schwarzen Rand versehen, sowie durch zwei schwarze Mittelstriche längs in drei Streifen geteilt. |

Für die Mannschaften bestand die Feldkappe aus hechtgrauem Tuch mit herabziehbarem Nackenteil. Der Schirm war aus Leder. Das Röschen aus Messingblech geprägt und mit den Buchstaben FJI durchbrochen. Die Feldkappe der Offizier war aus feinem, schwarzem Tuch gefertigt und hatte in etwa die Form des Tschakos. Der Schirm bestand aus schwarz lackiertem Leder. Am unteren Rand befand sich eine goldene, schwarz durchflochtene, vierkantige Schnur von 8 mm Breite. Das Röschen war ähnlich dem des Tschakos.

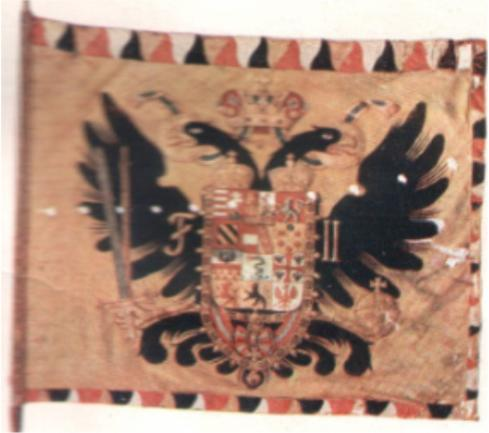
Regimentsfahne des 59. Inf Rgt aus der Zeit von Kaiser Franz II.

Der Waffenrock der Mannschaften bestand aus dunkelblauem Tuch mit Kragen und Ärmelaufschlägen in der Egalisierungsfarbe. Er wies eine Reihe von 6 gelben oder weißen Knöpfen auf. Um das Riemenzeug fixieren zu können, hatte jede Achsel eine sog. Achselspange (Schulterklappe) aus Tuch in der Regimentsfarbe. Ebenfalls in der Regimentsfarbe waren die Achselwülste gefertigt, die das Herabrutschen des Gewehrriemens verhindern sollten. Unterschiedlich waren die Ärmelaufschläge geformt. Während die deutschen Regimenter sog. „schwedische“ Aufschläge trugen (umlaufend von gleicher Breite) waren die ungarischen Truppenteile mit geschweiften Aufschlägen ausgestattet. Diese trugen noch zusätzlich auf den Aufschlägen eine weiße Patte in Bouillonform (sog. Bärentatze).
Offizierswaffenröcke waren aus feinerem Tuch gefertigt, ohne Achselspangen und Achselwülste. Die Kanten des Rocks waren mit Passepoils in der Egalisierungsfarbe versehen. Die Rückseite des Schoßes war mit zwei geschweiften Patten mit je drei Knöpfen versehen.
Die Feldbluse war im Schnitt für Mannschaften und Offiziere gleich. Sie bestand aus hechtgrauem Stoff und hatte vorn eine verdeckte Knopfleiste mit sechs schwarzbeinernen Knöpfen. Zwei Brusttaschen und zwei Schoßtaschen waren mit geschweiften Patten versehen, der Stehkragen mit Parolis in der Regimentsfarbe. Auf beiden Achseln befand sich je ein großer Metallknopf und auf der rechten Schulter eine Achselrolle um dem Gewehrriemen Halt zu geben.
Der Mantel für die Mannschaften bestand aus hechtrauem Tuch mit zwei Reihen von je fünf Knöpfen. Er hatte zwei schräge Schoßtaschen mit Patten. Auf beiden Seiten befanden sich Achselspangen.
Der Offiziersmantel war geschnitten wie der der Mannschaften, jedoch mit sechs Knöpfen und samtenen Kragen. Die Achselspangen kamen hier in Fortfall, dafür befand sich auf jeder Seite des Kragens ein Paroli in der Regimentsfarbe. Unterhalb der linken Taschenpatte befand sich ein Einschnitt, durch welchen der Säbel gesteckt wurde. Die Kanten des Mantels war passepoiliert.
Die Beinkleider waren zwischen den deutsch und ungarischen Regimentern unterschiedlich. Die deutschen Regimenter trugen „Pantalons“ (auch Fähnriche der ungarischen Infanterie) aus lichtblauem Tuch mit zwei schrägen Oberschenkeltaschen. Die ungarische Infanterie hatte „Tuchhosen“ aus dem gleichen Material und Farbe wie die Pantalons jedoch von gänzlich anderem Schnitt. Sie wies vorn auf beiden Oberschenkeln eine Verzierung aus Rundschnüren auf, die sog. Vitéz Kötés, ebenso waren die Oberschenkelnähte mit Schnüren versehen. Die Hose hatte einen nach unten zu enger werdenden Schnitt und wurde, mit einem Steg versehen, in die Schuhe gesteckt getragen. Alle (auch die ungarischen) Offiziere trugen lichtblaue Pantalons aus feinem Tuch. Im Feld, bei Märschen und militärischen Übungen hatten die berittene Offiziere Stiefelhosen mit Stiefeln wie für Dragoneroffiziere zu tragen.
Zur Marschadjustierung wurden allgemein hechtgraue Hosen getragen.

## Mannrüstung
Die persönlich Ausrüstung für die Mannschaft (Mannrüstung genannt) bestand gemäß dem Muster 1881 aus:
- Dem Leibriemen aus braunem Oberleder, der auf der Außenseite geschwärzt war. Als Verschluss diente ein Koppelschloss aus mattgebranntem Messing mit einem Doppeladler als Emblem.
- Dem Kalbfelltornister, bestehend aus schachtelartigem Sack mit Deckel und Tragegerüst. Sack und Deckel waren aus rauem Kalbfell hergestellt und mit Leinwand gefüttert. An der Rückwand waren oben drei Lederhülsen angenäht. Mit Hilfe einer sog. Nadel die durch diese Schlaufen gezogen wurden, konnte man den Tornister mit dem Tragegestell verbinden. An den Seitenwänden des Tornisters waren zwei „Lederbrezen“ (Ringe) angenäht an denen der zusammengerollte Mantel befestigt wurde. Das dazugehörende Traggerüst war aus braunem Leder gefertigt.

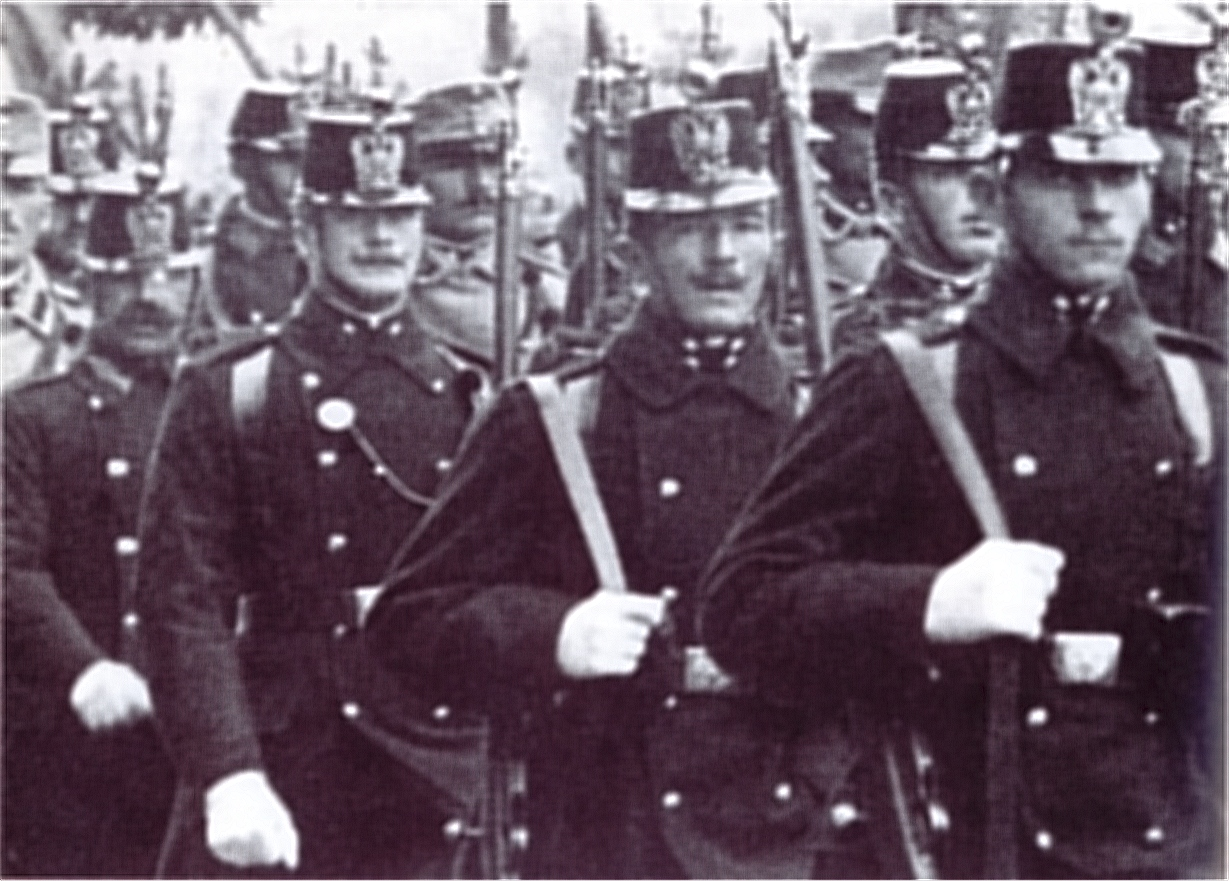
Infanterie en Parade

- Zwei Patronentaschen aus braunem Oberleder wurden am Leibriemen mittels Tragschlupfen, die am Boden der Taschen eingeköpft werden konnte, befestigt.
- Das Bajonett in einer schwarzledernen Bajonetttasche und der Brotsack waren ebenfalls am Leibriemen angebracht. Der Brotsack bestand aus braunem Segeltuch und hatte im Inneren eine kleine Tasche zur Aufnahme der Feldflasche.

Zusätzlich konnte noch zur Mitnahme befohlen werde:
der Patrontornister für zusätzliche Gewehrmunition
das Kochgeschirr (für je zwei Mann)
der Spaten (nicht für alle)

## Sonstiges

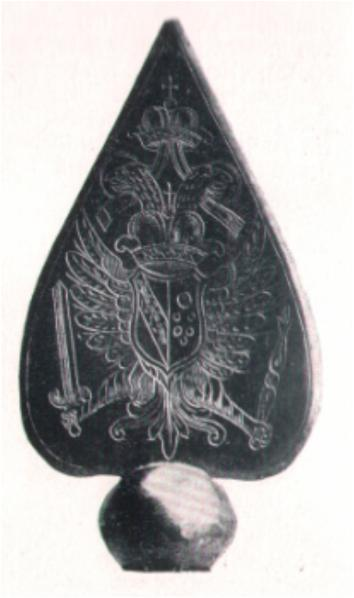
Fahnenspitze des IR 59

Schützenabzeichen
Das Schützenabzeichen wurde für besondere Schießleistungen verliehen (nicht für Offiziere) und bestand aus (karminroter – bei den Jägern grün) gefärbter Isfahanwolle in Form einer 4 mm dicken Schur mit einem Geflecht, einem Schubballen und zweier Ballenquasten. Getragen wurde die Schießauszeichnung immer auf dem obersten Uniformstück. Sie wurde mit der oberen Schlinge am Knopf der linksseitigen Achselspange und mit der unteren Schlinge im dritten Knopf von oben des Waffenrocks oder der Bluse befestigt. Beim Mantel nahm dazu den zweiten Knopf der rechten Reihe.
Regimentsfahnen
Im Jahre 1883 wurde bestimmt, dass für jedes der 102 k.u.k. Infanterieregimenter nur noch eine Fahne zu führen sei. Aus historischen Gründen gab es Regimenter mit weißen und mit gelben Fahnen. Das Fahnenblatt bildete ein Rechteck von 1,32 × 1,75 m und war in Seide ausgeführt. Die weiße Fahne hatte auf der (heraldischen) Vorderseite ein, von goldenen Linien umsäumtes Bildnis der unbefleckten Mutter Gottes mit 12 silbernen Sternen um das Haupt. Auf der Rückseite befand sich eingewebt, der k.u.k. Reichsadler mit den Wappen aller Königreiche und Länder. Letztere Abbildung befand sich bei der gelben Fahne auf beiden Seiten. Die Ränder beider Fahnentypen hatten einen 12 cm breiten Rand aus einer eingewebten Bordüre, die sich abwechselnde schwarz-gold-rot-silberne Flammen zeigt. Das Fahnenblatt war um die Stange gerollt und mit vier Reihen von je 30 vergoldeten Messingnägeln mit halbkugelförmigen Köpfen befestigt. Jeder Nagelreihe war ein je ein weißes, rotes, schwarzes, und gelbes Band von 1,3 cm Breite unterlegt. Die Fahnenstange war 2,84 m lang und mit einem spiralförmigen rot-weiß-schwarz-gelben Anstrich versehen. Die Fahne hatte eine lindenblattförmige Spitze aus vergoldetem Messing, an deren beiden Seiten sich die Initialen FJI befanden die von einer Kaiserkrone überhöht wurden.
Ärmelabzeichen
Unteroffiziere und Mannschaften erhielten bei freiwilliger Verlängerung der aktiven Dienstzeit nach drei Jahren eine, nach sechs Jahren zwei und neun Jahren drei Ärmelstreifen als Auszeichnung. Die Abzeichen bildeten einen nach oben gerichteten rechten Winkel, bestanden aus 1 cm breiten kaisergelben Seidenbörtchen mit einem schwarzen Streifen in der Mitte und wurden auf der Unterseite des linken Ärmels angebracht. Einjährig-Freiwillige trugen eine Borte in der gleichen Aufmachung rund um beide Ärmelaufschläge, bei den Ungarn in der entsprechen veränderten Formgebung.
Signalinstrumente
Zur akustischen Signalgebung verwendete man Trommeln und Hörner. Die Trommel bestand aus einem genieteten Aluminiumzylinder (seit 1894 – vorher aus Messing) von 32,2 cm Durchmesser und 15,7 cm Höhe. Die beiden Trommelfelle wurden aus pergamentartig hergerichtetem Kalbfell gefertigt. Getragen wurde die Trommel an einem schwarzledernen Tragriemen, der auf der Brustseite mit einer Messingdoppelhülse zur Unterbringung der weißbuchenen oder kirschhölzernen Trommelschlägel versehen war. Weiterhin wurden Signalhörner der Stimmlage F und A benutzt. Das F Signalhorn bestand aus Messingblech und war 34 cm lang. Es diente dem Kompaniehornisten. Das Signalhorn A war ebenfalls aus Messingblech gefertigt, jedoch nur 27 cm lang und wurde vom Bataillonshornisten geführt. Die Signalhörner wurden an Anhängeschnüren getragen, die aus kaisergelber, mit schwarzen Fäden melierter Wolle bestanden. Sie wurden doppelt gelegt, an jedem Ende befand sich eine Quaste mit gelb-schwarzen Fransen.

## Museale Rezeption
Die Geschichte der k.u.k. Infanterie ist im Heeresgeschichtlichen Museum in Wien im Detail dokumentiert. Besonders beachtenswert sind hierbei die 34, von Oskar Brüch gemalten Uniformdarstellungen der k.u.k.-Armee, die für die Budapester Millenniumsausstellung 1896 angefertigt wurden.